# The Walking Dead (Roman)
The Walking Dead (Originaltitel: The Walking Dead – Rise of the Governor) ist ein Roman der Schriftsteller Robert Kirkman und Jay Bonansinga. Die deutsche Übersetzung von Wally Anker wurde durch den Heyne Verlag im Jahr 2012 herausgegeben. Der Roman ist ein Spin-off der Comicserie The Walking Dead und der erste von sieben Teilen, die die Hintergrundgeschichte der Figur des „Gouverneurs“ Philip, später die Geschichte von Lilly Caul als Protagonistin erzählt.

## Aufbau des Buches
Der Roman ist in Deutschland direkt als Taschenbuch im Heyne Verlag erschienen. 
Von den Autoren wurde das Buch in drei Teile eingeteilt. Jedem Teil ist eine fast komplett schwarze Seite mit einer Überschrift und einem Zitat in weißer Schrift sowie vier weißen Klecksen am unteren Seitenrand vorangestellt. Die dreiundzwanzig in etwa gleich langen Kapitel dieses Buches sind einfach durchnummeriert.

## Handlung

### Teil 1: Die hohlen Männer
Teil 1 umfasst die Kapitel 1–8. Das Zitat zu Beginn dieses Teiles lautet:
„Sterben hat nichts Heldenhaftes. Das kann jeder.“ Johnny Rotten
Brian Blake sitzt zusammen mit seiner Nichte Penny in einer Abstellkammer, während sein jüngerer Bruder Philip Blake zusammen mit seinen Schulfreunden Bobby und Nick ein Haus von Zombies befreit. Bei dieser Säuberungsaktion wird jedoch ein Zombie übersehen. Dieser wird Bobby zum Verhängnis. Er fällt einem Zombiekind zum Opfer, das unbemerkt in einer Hundehütte saß.
Da das Haus zunehmend von den Untoten belagert wird, beschließt Philip, die Unterkunft Richtung Atlanta zu verlassen. In Atlanta sollen sich Funkmeldungen zufolge sichere Flüchtlingslager befinden. Doch statt der erhofften Hilfe finden die Überlebenden in Atlanta nur Untote vor. 

### Teil 2: Atlanta
Teil 2 umfasst die Kapitel 9–16. Das Zitat zu Beginn dieses Teiles lautet: 
„Wer mit Ungeheuern kämpft, mag zusehen, dass er nicht dabei zum Ungeheuer wird. Und wenn Du lange in einen Abgrund blickst, blickt der Abgrund auch in dich hinein.“ Friedrich Nietzsche
Von Untoten eingekreist und dem Tode nah, wird die Gruppe um Philip von der jungen April Chamler gerettet. Diese hat sich mit ihrer Schwester Tara und ihrem kranken Vater David in einem Haus in Atlanta verschanzt. Die neu zusammengewürfelte Gruppe richtet sich in der Unterkunft ein, säubert weitere Stockwerke von Untoten und beginnt, die Umgebung auszukundschaften. Zu einem tragischen Ereignis kommt es, als der kranke David Chamler eines natürlichen Todes stirbt und als Zombie wiederkehrt. Mit knapper Not kann David endgültig ins Jenseits befördert werden. Bei einer Erkundungstour von Philip und April kommt es zu einem folgenschweren Vorfall: Als sich die beiden näher kommen, brennen dem dominanten und psychisch labilen Philip die Sicherungen durch und er vergeht sich an April. Dies führt dazu, dass Philip und die anderen Neuankömmlinge mit vorgehaltener Waffe von Tara Chamler aus dem sicheren Hort verjagt werden.

### Teil 3: Chaostheorie
Teil 3 umfasst die Kapitel 17–23. Das Zitat zu Beginn dieses Teiles lautet:
„Niemand wählt das Böse, weil es böse ist; man verwechselt es lediglich mit Glückseligkeit, mit dem Guten, nach dem man sich verzehrt.“ Mary Wollstonecraft-Shelley
Bei ihrer erneuten Flucht vor den Untoten findet die vierköpfige Gruppe Unterschlupf in einem verlassenen Herrenhaus auf einer Plantage. Nachts werden sie jedoch von Banditen eingekreist und es kommt zu einem Feuergefecht, bei dem Penny erschossen wird. Philip kollabiert psychisch: Er schlägt seinen Bruder Brian fast tot und vergeht sich auf unmenschliche Art und Weise an zwei Angreifern, die er als Geiseln hält. Nick erschießt die beiden Geiseln, um ihnen Erlösung von Philips Qualen zu gewähren. Philip, der zusehends labiler wird und seine Zombietochter angeleint mit sich führt, beschließt, das Herrenhaus zu verlassen. Da ihr Auto liegen bleibt, muss die Gruppe zu Fuß die Reise fortsetzen. Durch Zufall finden sie Woodbury – eine kleine Siedlung mit ca. 60 Überlebenden, die von drei Nationalgardisten terrorisiert wird. In Woodbury, dem „Warteraum der Hölle“, wie es die Einwohner nennen, verliert Philip völlig den Bezug zur Realität. So verfüttert er Menschenfleisch an seine tote Zombietochter. Eines Nachts verfolgen Brian und Nick Philip in den nahe gelegenen Wald und beobachten, wie er eine junge Frau töten will. Um dies zu verhindern, erschießt Nick den überraschten Philip. Der entsetzte Brian tötet hierauf Nick. Darauf verliert sich Brian mehr und mehr in einer Scheinwelt. Bei einer Versammlung in Woodbury, bei der der Schreckensregent der Stadt einen Bewohner erschießt, durchlebt Brian Blake eine Wandlung. Er tötet den Tyrannen von Woodbury und bereitet die Anwohner auf den Kampf gegen die beiden übrig gebliebenen Nationalgardisten vor. Auf die Frage, wer er überhaupt sei, antwortet Brian „Ich bin Philip Blake“ – die Geburtsstunde des Gouverneurs.

## Fortsetzung
Auf der letzten Seite des Buches ist bereits ein Verweis auf die Fortsetzung zu finden.
Die Handlung wird fortgeführt im Roman: The Walking Dead 2
- Robert Kirkman & Jay Bonansinga: The Walking Dead 2 (Originaltitel: The Walking Dead - The Road To Woodsbury). Deutsch von Wally Anker. Heyne Verlag 2013, 408 S., ISBN 978-3-453-52953-3